# 1486
- Wikisource

| Calendário gregoriano                                                        | 1486 MCDLXXXVI                                        |
| Ab urbe condita                                                              | 2239                                                  |
| Calendário arménio                                                           | 935 – 936                                             |
| Calendário bahá'í                                                            | -358 – -357                                           |
| Calendário budista                                                           | 2030                                                  |
| Calendário chinês                                                            | 4182 – 4183 Início a 5 de fevereiro (aproximadamente) |
| Calendário copta                                                             | 1202 – 1203                                           |
| Calendário etíope                                                            | 1478 – 1479                                           |
| Calendários hindus - Vikram Samvat - Calendário nacional indiano - Cáli Iuga | 1541 – 1542 1407 – 1408 4586 – 4587                   |
| Calendário Holoceno                                                          | 11486                                                 |
| Calendário islâmico                                                          | 891 – 892                                             |
| Calendário judaico                                                           | 5246 – 5247                                           |
| Calendário persa                                                             | 864 – 865                                             |
| Calendário rúnico                                                            | 1736                                                  |
| Calendário solar tailandês                                                   | 2029                                                  |

1486 (MCDLXXXVI na numeração romana) foi um ano comum do século XV do Calendário Juliano, da Era de Cristo, a sua letra dominical foi A (52 semanas), teve início a um domingo e terminou também a um domingo.
| Ano completo                    |
| ------------------------------- |
| Ano comum com início ao domingo |

## Eventos
- 18 de Janeiro - Casamento de Henrique VII de Inglaterra com Isabel de York, herdeira da casa de York.
- 3 de Outubro - Carta de D.Manuel ao ouvidor Brás Afonso Correia sobre a construção da praça e casa do Concelho no Funchal.
- 15 de Dezembro - João Gonçalves Zarco é sepultado na capela de que foi fundador e que se tornou a sede de um morgadio.
- Levantamento do paço dos tabeliães e demarcação de terreno para a construção de uma igreja, na ilha da Madeira.
- Ponta do Sol - Edificação da paróquia sob invocação de Nossa Senhora da Luz.
- Ordem de D. Manuel para construção de praça, câmara e paço dos tabeliães no Campo do Duque, ilha da Madeira.

## Nascimentos
- 14 de Setembro - Cornelius Agrippa, ocultista alemão (m.1535).
- 20 de Setembro - Artur, Príncipe de Gales, filho mais velho de Henrique VII de Inglaterra.

## Mortes
- 15 de Dezembro - Morte de Diogo de Cabral, fidalgo que veio para a Madeira para casar com uma das filhas do descobridor Diogo Cabral.
- Morte do genro de João Gonçalves Zarco, Diogo Cabral, sepultado na Capela de Nossa Senhora da Estrela, fundada pelo próprio na Calheta.